# Populus fremontii
Populus fremontii é uma espécie de choupo nativa da América do Norte, crescendo em zonas ribeirinhas perto de córregos, rios e pântanos no sudoeste dos Estados Unidos e região centro-norte do México.